# Doddabandarlahalli, Srinivaspur
Doddabandarlahalli là một làng thuộc tehsil Srinivaspur, huyện Kolar, bang Karnataka, Ấn Độ.